# Анна де Божё
А́нна Францу́зская, А́нна де Валуа́ (фр. Anne de France, Anne de Valois), более известная в историографии как А́нна де Божё (фр. Anne de Beaujeu; 3 апреля 1461, Женап, Брабант — 14 ноября 1522) — французская принцесса из династии Валуа, дочь короля Людовика XI и Шарлотты Савойской, старшая из выживших детей. Регентша Франции в период малолетства своего брата, Карла VIII. Самая влиятельная и могущественная женщина в Европе конца XV-го века, получившая прозвище Великая Мадам (фр. la Grande Madame). Также с 1503 по 1521 г. формально была регентшей герцогства Бурбонского при своей дочери Сюзанне Бурбонской. Является последним представителем прямой ветви династии Валуа.

## Юность и замужество
Анна Французская, вероятно, родилась 3 апреля 1461 года в Женапе, во время пребывания её отца в Бургундии, при дворе родственника, герцога Филиппа III Доброго.
Ещё в юности принцесса была помолвлена с Никола Анжуйским, кузеном, герцогом Лотарингии. В 1472 году герцог разорвал помолвку ради брака с дочерью герцога Бургундии Карла Смелого Марией Бургундской, единственной наследницей отца, но вскоре умер, так и не женившись.
В ноябре 1473 года Анна вышла замуж за младшего брата герцога Бурбонского Жана II Пьера де Бурбон, имевшего на тот момент титул сеньора де Божё. Анне исполнилось 12 лет, её жениху — 35. Брачный договор был подписан в Жаржо около Орлеана 3 ноября 1473 г. Свадьба состоялась неподалёку от Блуа в церкви Монришара. После заключения брака, в связи со своим титулом со стороны мужа, принцесса Анна де Валуа стала именоваться при дворе как Анна де Божё.

## Регентство
В августе 1483 года умирает отец Анны Людовик XI. На смертном одре король изъявил желание, по которому он хотел, чтобы правление при малолетнем сыне, дофине Карле Французском,  возглавила его дочь, Анна де Божё.
После смерти отца Анна стала регентшей при 13-летнем младшем брате, воссевшим на трон под именем Карла VIII.
Право Анны быть регентом оспаривалось Людовиком Орлеанским. Анна де Божё и её супруг ссылались на устную предсмертную волю Людовика XI, но Людовик Орлеанский и его соратники считали данное регентство незаконным и утверждали, что причиной недовольства являлась политика, проводимая регентами Пьером и Анной де Божё, и что именно против них выступает знать, поддерживающая «законного» регента Людовика Орлеанского, а не против юного короля. «„Разве принцы и подданные взялись за оружие против своего юного короля? Пожелали ли они другого? Или захотели отнять у него власть?…Всё было сделано как раз наоборот…“».
Людовик заявил о своем намерении вместе со своей многочисленной свитой обосноваться в замке Амбуаз, в то время служившим резиденцией короля Карла VIII. Однако Анна де Божё потребовала, чтобы гарнизон Амбуазского замка и города присягнул на верность именно ей. Так Анна получила передышку, однако она понимала, что положение её ненадежно. Только созыв Генеральных штатов мог решить дело. Созыва Генеральных штатов требовали одновременно Анна де Божё и Людовик Орлеанский. Заседание состоялось в Туре 5 января 1484 года. Был создан регентский совет, после чего представители всех провинций всё-таки доверили Анне опеку над юным королём.

### Участие в Войне роз
Во время войны Алой и Белой розы, потрясшей Англию в XV веке. Анна де Божё поддерживает сына представительницы Ланкастеров Маргариты Бофорт — Генриха Тюдора против его соперника, короля Ричарда III. Когда Генрих  просит правительницу Франции помочь вытеснить врага, Анна посылает ему французские войска, благодаря которым в 1485 году Генрих Тюдор смог вторгнуться в Англию и одержать победу в битве при Босворте, вступив на престол под именем Генриха VII.

### Безумная война
Людовик Орлеанский, которого не удовлетворило решение Генеральных Штатов, вступил в сговор с англичанами, требовал помощи у Максимилиана Австрийского, заключил союз с герцогом Бретонским и втянул страну в войну, длившуюся два года, (получившую название Безумной войны). Анна, возглавлявшая королевские войска, проявила блестящие таланты полководца. Войска принца были разбиты, он был пленен и провел в плену три года. Так Анна одержала победу над сильной оппозицией, показав себя успешным полководцем и дипломатом.
Итогом войны являлся брак Карла VIII и Анны Бретонской в декабре 1491 года. Карл был помолвлен с Маргаритой Австрийской, а Анна Бретонская была заочно обвенчана с отцом Маргариты, императором Максимилианом. Анна была вынуждена сдать Ренн после осады и согласиться на брак с королем Франции.

### Бурбонское наследство
В 1488 году умер не имевший детей брат Пьера де Божё, герцог Шарль II Бурбонский, после чего регентша Анна, в соответствии с королевской юрисдикцией, передала все Бурбонское наследство своему мужу, который являлся наследником Бурбонов.
Теперь через своего мужа она имела титулы герцогини Бурбонской, Оверньской, графини Форе, Клермон и ей принадлежал один из самых роскошных дворов, находившийся в столице Бурбоннэ — Мулене.

### Образование при дворе
В дополнение к своим обязанностям регента, Анна наблюдала за образованием многих детей аристократии того времени, включая будущую королеву-мать Франции Луизу Савойскую и фаворитку короля Генриха II, Диану де Пуатье.  Она также позаботилась об образовании юной Маргариты Австрийской, которая позже станет наместницей Габсбургских Нидерландов.

### Дальнейшая жизнь
Когда Карл стал править самостоятельно, Анна с мужем занялись управлением своих земель и воспитанием детей. Во время итальянского похода Карла Анна по его желанию опять стала временным регентом. Это говорит о его доверии её талантам.
В 1498 году брат Анны — Карл VIII — скончался, не оставив детей. Королём стал противник Анны по борьбе за регентство Людовик Орлеанский. Он отверг Жанну, сестру Анны, и женился на вдове Карла VIII, Анне Бретонской. Муж Анны скончался в 1503 году, она пережила его почти на 20 лет и умерла в 1522 году.

## Семья и дети
Муж: (с 3 ноября 1473) Пьер II (1438—1503), сир де Божё, затем герцог де Бурбон. Имели двух детей:
- Шарль де Бурбон (1476—1498), граф де Клермон;
- Сюзанна де Бурбон (1491—1521), муж — Карл III (1490—1527), граф де Монпансье, затем герцог де Бурбон, коннетабль Франции.

## Легенда
Любители скандальных историй, вроде Брантома или Бретона, сохранили для потомства историю о том, как маленькая Анна влюбилась в своего кузена (вернее, троюродного брата своего отца) Людовика XII, герцога Орлеанского. Он был годом младше, хорош собой и отличался живостью характера и воображения. Правдивость этого утверждения ничем не подтверждается.

## Личность и характеристика
Личность с сильным темпераментом, Анна Французская оставляет образ энергичной женщины, одновременно умной и проницательной. О ней её отец заявлял, как об «умнейшей из всех женщин Франции».
Это была брюнетка с высоким лбом и изящно изогнутыми бровями. Её глаза были светло-карими. У неё были тонкие губы и руки.  По свидетельству современников, она «стояла прямо, как копье».